# Aya Shōoto
Aya Shōto (硝音 あや?, Shouto Aya; 25 dicembre 1977) è una fumettista giapponese, specializzata nel genere shōjo.

## Carriera
Ha iniziato la sua carriera come disegnatrice concentrandosi principalmente sulla realizzazione di yaoi, nel 1999 viene pubblicato il suo primo manga, Suki!, da Futami Shob. Nel 2008 realizza il suo primo shōjo, S.L.H - Stray Love Hearts, che riscuote un discreto successo. Viene meglio accolto lo shōjo pubblicato per la prima volta in Giappone nel 2009, intitolato Kiss of Rose Princess - Il bacio della rosa. Oltre a questi due generi nella sua carriera Shouto si è cimentata anche nella realizzazione di uno yuri intitolato Epitaph, pubblicato nel 2007 nella collana ID Yuri Hime Comics di Ichijinsha.

## Opere
- Suki! (スキ！?) - volume unico (Futami Shobo, 1999)
- Himitsu de, Hanazono (秘密で、花園。?) - volume unico (Biblos, 2005)
- Orette, Tenshi (オレって、天使?) - volume unico (Libre Shuppan, 2006)
- Epitaph (エピタフ?) - volume unico (Ichijinsha, 2007)
- S.L.H - Stray Love Hearts (S・L・H ストレイ・ラブ・ハーツ!?, S・L・H Sutorei.Rabu.Hâtsu) - 5 tankōbon (ASCII Media Works, 2008), pubblicato in Italia da Planet Manga in 5 volumi.
- Kiss of Rose Princess - Il bacio della rosa (薔薇嬢のキス?, Bara jō no kisu) - 9 tankōbon (Kadokawa Shoten, 2009)[2], pubblicato in Italia da Planet Manga in 9 volumi.
- He's My Vampire (純血+彼氏?, Junketsu + Kareshi) - 10 tankōbon (Kodansha, 2010), pubblicato in Italia dalla GP Publishing in 10 volumi.
- Super Darling! (スーパーダーリン！?, Supa Darin!) - 2 tankōbon (Kodansha, 2012)
- Gli spiriti di casa Momochi (百千さん家のあやかし王子?, Momochi-san Chi no Ayakashi Ouji) - 16 tankōbon (Kadokawa Shoten, 2013), pubblicato in Italia dalla J-Pop in 16 volumi.
- Chouchou Jiken (蝶々事件?) - 4 tankōbon (Kodansha, 2016)
- Tsukigami to Bonbon (憑き神とぼんぼん?) - 2 tankōbon-in corso (Square Enix, 2018)

### Dōjinshi
- Gundam Seed dj - Love Planet (ガンダムSEED恋する惑星?, Gundam SEED Koisuru Wakusei) - dōjinshi collegato a Mobile Suit Gundam SEED (2003)
- xxxHoLic dj - A Drop of Summer (xxxHoLic dj - なつのしずく?, xxxHoLic dj - Natsu no Shizuku) - dōjinshi collegato a xxxHOLiC (2007)
- Code Geass dj - Koureki 2017-nen no Picaresque (皇暦二〇一七年のピカレスク?) - dōjinshi collegato a Code Geass: Lelouch of the Rebellion  (2007)
- Code Geass: Knight (コードギアス 反逆のルルーシュ Knight?) - dōjinshi collegato a Code Geass: Lelouch of the Rebellion (Kadokawa, 2007)
- Code Geass dj - Royal Chocolate Flash (ロイヤルチョコレートフラッシュ?) - dōjinshi collegato a Code Geass: Lelouch of the Rebellion (2008)